# Parlez-vous français?
"Parlez-vous français?" var Luxemburgs bidrag till Eurovision Song Contest 1978, och sjöngs på franska av spanska discoduon Baccara. Den franskspråkiga versionen låg även på Baccaras album Light My Fire, och en engelskspråkig version med samma titel släpptes på singel.
Låten skrevs och producerades av samma team som skrivit duons genombrottssingel "Yes Sir, I Can Boogie" och uppföljare "Sorry, I'm a Lady" och "Darling", västtyskarna Frank Dostal, Rolf Soja och Peter Zentner.
Låten är en upptempoduett i discogenren, och handlar om vikten av att tala franska, som beskrivs som "kärlekens och sommarens språk".
Låten startade som nummer 17 ut den kvällen, efter Danmarks Mabel med "Boom Boom" och före Israels Izhar Cohen och Alphabeta med "A-Ba-Ni-Bi"). När omröstningen var över hade låten fått 73 poäng, och slutade på sjunde plats.

## Listplaceringar
| Lista (1978)  | Topplacering |
| ------------- | ------------ |
| Nederländerna | 30           |
| Sverige       | 8            |
| Västtyskland  | 21           |
| Österrike     | 18           |

Låten blev en av de större listframgångarna från det årets tävling, men utelämnades ändå från gruppens samlingsalbum The Hits of Baccara 1978. Dock har låten blivit en favorit bland Eurovision Song Contest-fansen, och framfördes bland annat som del av ett medley av Dana International under Congratulations 2005.

### Fotnoter
1. ↑  ”Listplacering”. http://dutchcharts.nl/showitem.asp?interpret=Baccara&titel=Parlez%2Dvous+fran%E7ais%3F&cat=s. Läst 30 maj 2011.
2. ↑  ”Listplacering”. http://swedishcharts.com/showitem.asp?interpret=Baccara&titel=Parlez%2Dvous+fran%E7ais%3F&cat=s. Läst 30 maj 2011.
3. ↑  ”Listplacering”. https://www.offiziellecharts.de/titel-details-9593. Läst 30 maj 2011.
4. ↑  ”Listplacering”. http://austriancharts.at/showitem.asp?interpret=Baccara&titel=Parlez%2Dvous+fran%E7ais%3F&cat=s. Läst 30 maj 2011.